# Muckleshoot
Die Muckleshoot sind ein im US-Bundesstaat Washington lebender indianischer Stamm, der sich als Muckleshoot Indian Tribe bezeichnet. Dessen Angehörige sprechen einen Dialekt der südwestlichen Küsten-Salish und leben am Puget Sound und den angrenzenden Flüssen der Kaskadenkette. Dieses Gebiet wird die Muckleshoot Usual & Accustomed Area genannt. Sie sprachen traditionell Whulshootseed (xwəlšucid), eine lokale Ausprägung des Lushootseed, wobei Revitalisierungsprogramme begonnen wurden. Die Muckleshoot, deren Name auf eine als Buklshuhls bezeichnete Gruppe zurückgeht, lebten ursprünglich am White River, ihr Wohngebiet erstreckte sich von Kent ostwärts bis zu den Bergen und wohl auch bis zum Green River. Ihnen gehörten vermutlich die Sekamish (auch: Stkamish) und Smulkamish (auch: Smalkamish) am oberen White River und die Skopamish (auch: Skopamich) am oberen Green River an. Manchmal wird noch eine weitere Gruppe – die Dothliuk – dazu gezählt, die nahe der heutigen Stadt South Prairie, Washington, lebten, südlich der Mündung des Cole Creek in den South Prairie Creek, einem Nebenfluss des Carbon River.
Die meisten der über 3.000 Muckleshoot leben heute in der 15,871 km² großen Muckleshoot Reservation zwischen White und Green River am Highway 164 und zwischen den Städten Auburn und Enumclaw. Enumclaw erstreckt sich weit in das Reservat, in dem im Jahr 2000 genau 3.606 Bewohner gezählt wurden.

## Geschichte

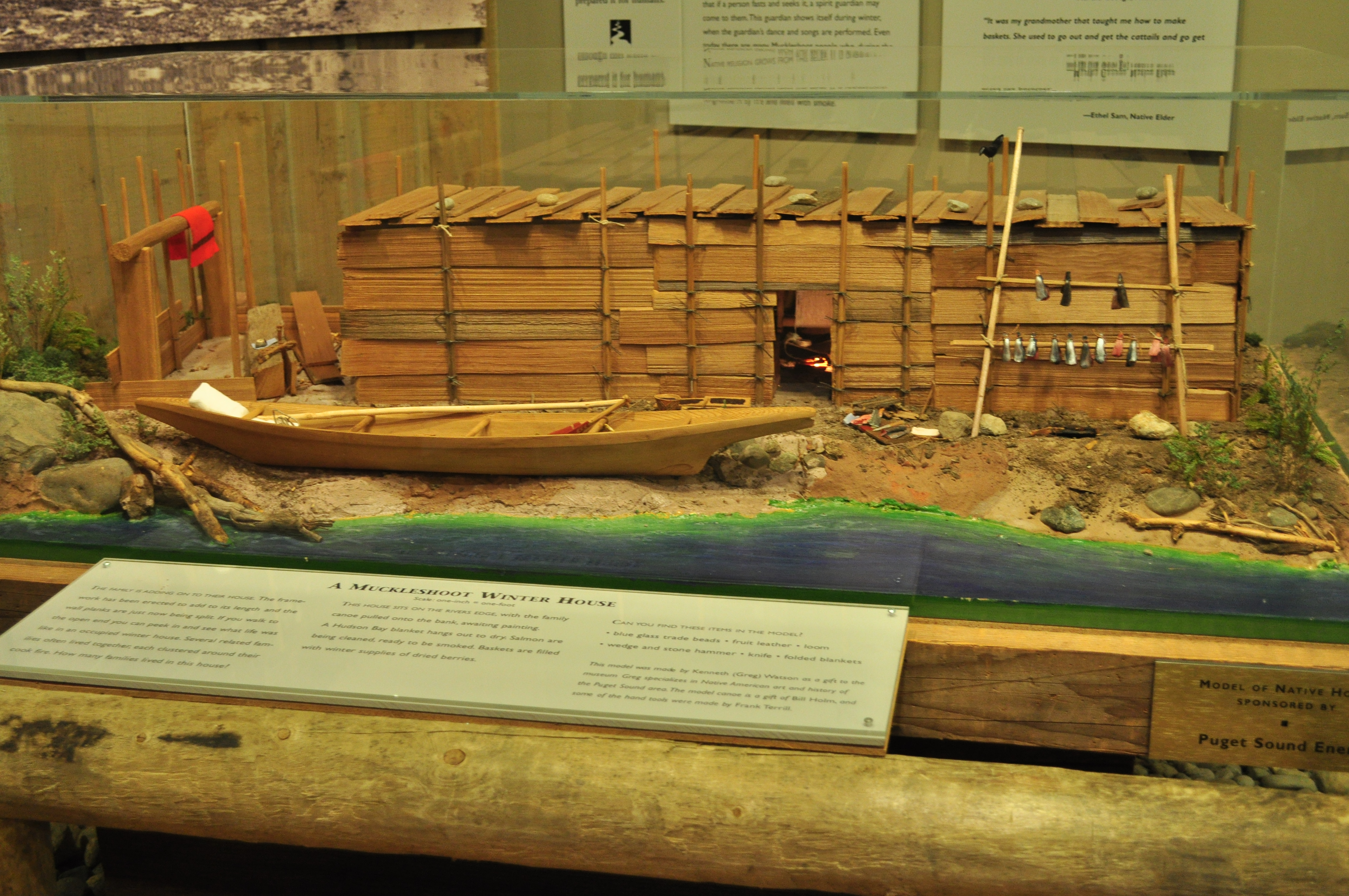
Modell eines traditionellen Winterhauses, White River Valley Museum, Auburn

Wie bei allen Küsten-Salish, so gliederte sich die Gesellschaft in drei Gruppen, in den erblichen Adel, die Hauptgruppe der einfachen Stammesangehörigen und in Sklaven – im Allgemeinen Kriegsgefangene.
Der Lachs stand im Zentrum der Fischerei, dazu kamen Jagd und Sammeln.
Die Western Red Cedar (Riesen-Lebensbaum) versorgte sie mit Holz für Kanus, Fasern für Kleidung, Planken für Häuser und vieles mehr. Getrockneter Lachs war ein wichtiges Handelsgut und wurde weit ins Hinterland verfrachtet.
Im Gegensatz zu den meisten Küsten-Salish-Gruppen lebten sie nicht am Puget Sound, sondern im Hinterland des riesigen Fjords. Von dort jagten sie Schneeziegen, aus deren Haar sie Decken und Kleidung herstellten. Diese Jagdgebiete teilten sie sich mit den Klickitat, mit denen sie genauso verwandt waren, wie mit den Puyallup.

### Erste Kontakte mit Weißen
Wie bei vielen Angehörigen pazifischer Völker, wurden auch die Muckleshoot um 1800 von schweren, von den Europäern eingeschleppten, Epidemien dezimiert.

### Die Verträge von 1854 und 1856
Im Puget-Sound-Krieg (1855–1856) schlossen sich die späteren Muckleshoot unter ihren Häuptlingen Kitsap und Nelson mit anderen Stämmen zusammen und waren in das White-River-Massaker vom 28. Oktober 1855 verwickelt, bei dem acht Weiße umgebracht wurden. Sie mussten jedoch nach der Niederlage gegen US-amerikanische Truppen in eine kleine Reservation ziehen, die ihnen nach den Verträgen von Point Elliott und Medicine Creek (26. Dezember 1854) zugesprochen wurde. Zunächst lebten sie im Nisqually-Reservat, wurden jedoch 1857 in einer Gegend namens Muckleshoot Prairie angesiedelt. Entsprechend diesem Reservatsnamen nahmen die nun dort lebenden Angehörigen der Stakamish (Ihre Zahl wurde 1854 auf 30 geschätzt, der Völkerkundler George Gibbs kam zu dem gleichen Ergebnis), Yilalkoamish, Skopahamish (beide 50), Smulkamish (50 bzw. 8) und Tkwakwamish nach und nach den Namen Muckleshoot an. Eine katholische Kirche wurde, wie in vielen Reservaten, errichtet.
Im Laufe der Zeit wurde auch eine Anzahl Mitglieder anderer Stämme, wie Duwamish und Snoqualmie, in den Muckleshoot-Stamm aufgenommen; das gilt auch für einige Tulalip und Suquamish. Die Bezeichnung Muckleshoot tauchte erst 1868 in einem offiziellen Dokument zur Bezeichnung der Bewohner des gleichnamigen Reservats auf. Eine der Gruppen, aus denen der Muckleshoot-Stamm hervorging, waren die Skopamish oder Green River Indians, die vor Einrichtung des Reservats am mittleren Green River gelebt hatten. Eine weitere Gruppe waren die Smulkamish, die um das heutige Enumclaw gelebt hatten. Dazu kamen die Skekomish oder Stakamish bzw. White River Indians, die in die Port Madison Reservation zogen.
Wichtige Dörfer der Muckleshoot waren das aus 17 Häusern bestehende Yeslaco am Zusammenfluss von Green River und Suice Creek, dann Quiats am Green River und Cublokum am Boise Creek, das aus einem einzigen, sehr langen Haus bestand.
Das Muckleshoot-Reservat bei Auburn hat 32 km lange Grenzen. Seine Ausdehnung wurde erst 1874 genau festgelegt, wobei es eine Fläche von 3.532,72 Acre umfasst. Im Laufe der Zeit wurde sie von Farmen umgeben. Dazu kommt eine wachsende Verstädterung, vor allem von Seattle her, im westlichen Teil der Reservation. Die Stadt versechsfachte ihre Bevölkerungszahl zwischen 1890 und 1910, wobei zunächst die Goldfunde mit ihren Zuwanderungswellen dominierten, Zuwanderer und Durchreisende, die auf die lokalen Verhältnisse wenig Rücksicht nahmen.
Die Skopamish zählten 222 im Jahr 1863 und die Smulkamish etwa 183 im Jahr 1870. Für 1907 wurden die Muckleshoot auf 780 Angehörige geschätzt. 1937 meldete das United States Office of Indian Affairs jedoch nur 194 registrierte Indianer dieses Stammes.

### Selbstregierung
Der Stamm gab sich eine Verfassung, die am 21. Oktober 1936 ratifiziert wurde. Damit wurde der Stammesrat inauguriert (Muckleshoot Indian Tribal Council), der aus neun gewählten Mitgliedern bestand, und in den jährlich drei neue Mitglieder gewählt werden. Er schuldete dem General Counsel Rechenschaft, der aus allen Erwachsenen des Stammes bestand. Somit verfügte der Muckleshoot Tribal Council über die gesamte Bandbreite der Regierungsdienstleistungen für die Reservation. Für die Enteignung ihres traditionellen Gebiets erhielten die Muckleshoot keine Ausgleichszahlungen, doch 1959 befand ein Gericht, dass dennoch ein Ausgleich von 86.377 Dollar für ihr Gebiet gezahlt werden sollte.
In den 1960er und 1970er Jahren kämpften die Muckleshoot neben anderen Stämmen in den so genannten „Fish Wars“ um ihre Fischereirechte.
Durch die Entscheidung des Richters Boldt (Boldt Decision), die dem Stamm ein gemeinsames Management der Fischressourcen im King County einräumte, und vor allem den gewohnten Zugang gestattete, gewannen sie Mitspracherechte auch außerhalb ihres winzigen Reservats. Ein eigenes Natural Resources Department wurde eingesetzt.
Es befinden sich zwei Kirchen im Reservat, eine katholische und eine der auf John Slocum zurückgehenden Indian Shaker Church.
1989 zählte der Stamm 2.963 Mitglieder.

## Aktuelle Situation
Verstädterung und Industrialisierung nahmen wenig Rücksicht auf die Lebensgrundlagen des Stammes, vor allem auf den Lachs. Um ihre ökonomische Situation dennoch zu verbessern, eröffneten die Muckleshoot ein Casino in Auburn, das Muckleshoot Indian Casino. Mit den Einnahmen konnten Teile des Landes zurückgekauft werden.
Die schulische Bildung bis hin zum College führt der Stamm inzwischen auf eigenem Gebiet durch, seit 2008 verfügen die Muckleshoot über eine neue, eigene Bibliothek, die sie für 4 Millionen Dollar erbaut haben. Damit ist sie die nach der in der Suquamish Reservation bei Kingston errichteten Kitsap Regional Library die zweite Bibliothek auf Stammesgebiet im King County. Seit Anfang 2005 verfügt der Stamm über ein eigenes Krankenhaus.
Vom 31. Juli bis zum 5. August 2007 war der Stamm erstmals Gastgeber der InterTribal Canoe Journey, einer Versammlung zahlreicher Indianer aus dem Westen der USA und aus Kanada zwischen Oregon und dem nördlichen British Columbia, die per Kanu anreisten, um an die Handelsfahrten und die engen Beziehungen zwischen den Küstenstämmen zu erinnern und sie aufzufrischen. Diese Einrichtung wurde von Emmett Oliver, einem 89-jährigen Quinault mit dem Paddle to Seattle 1989 initiiert.